# Pomeriggio Cinque Cronaca
Pomeriggio Cinque Cronaca è stato un programma televisivo italiano e spin-off estivo di Pomeriggio Cinque di genere talk show, rotocalco e contenitore, ideato da Massimo Donelli, andato in onda su Canale 5 dal 4 al 29 giugno 2012 con la conduzione di Alessandra Viero. Il programma era stato trasmesso in diretta nel periodo estivo, dal lunedì al venerdì dalle ore 14:50 alle 16:50, dallo studio 10 del Centro di produzione Mediaset di Cologno Monzese.

## Il programma
Il programma, nato da un'idea di Massimo Donelli come spin-off estivo di Pomeriggio Cinque (in onda su Canale 5 dal 1º settembre 2008) e come rotocalco di approfondimento quotidiano in onda dal lunedì al venerdì nella fascia pomeridiana di Canale 5, era realizzato dalla testata giornalistica italiana Videonews in collaborazione con NewsMediaset e trattava le vicende legate all'attualità, alla cronaca, alla politica, all'economia, alla società, allo spettacolo e al gossip, con l'ausilio di servizi, della corrispondenza degli inviati e della presenza di ospiti e opinionisti in studio e in collegamento, pronti ad intervenire sulle varie tematiche. 
Il programma, voluto e ideato dall'allora direttore di Canale 5 Massimo Donelli, era andato in onda sulla medesima rete dal 4 al 29 giugno 2012 con la conduzione della giornalista Alessandra Viero in un nuovo slot orario, cioè nella fascia oraria del primo pomeriggio (14:50-16:50) dopo la soap opera CentoVetrine, ovvero nello spazio orario che solitamente contiene Uomini e donne (14:45-16:10) e il day-time di Amici (16:10-16:50). Il programma, simile ai precedenti contenitori A gentile richiesta e Pomeriggio Cinque Estate (voluti e ideati da Massimo Donelli rispettivamente per le estati del 2010 e del 2011).
Durante l'ultima settimana della quarta edizione di Pomeriggio Cinque era stato presentato l'arrivo di Pomeriggio Cinque Cronaca ed era stato reso noto che la quinta edizione, sempre condotta da Barbara D'Urso, sarebbe partita, dopo lo stop di tre mesi per la tradizionale pausa estiva della programmazione ordinaria del day-time, il successivo 3 settembre.

### Studi televisivi
| Studio televisivo                                              | Edizioni | Totale |
| Studio televisivo                                              | 1ª       | Totale |
| -------------------------------------------------------------- | -------- | ------ |
| Studio 10 del Centro di produzione Mediaset di Cologno Monzese |          | 1      |

## Edizioni
| Edizione | Anno | Conduzione       | Periodo       | Periodo        | Puntate | Regia            | Studio                                                         |
| Edizione | Anno | Conduzione       | Inizio        | Fine           | Puntate | Regia            | Studio                                                         |
| -------- | ---- | ---------------- | ------------- | -------------- | ------- | ---------------- | -------------------------------------------------------------- |
| 1ª       | 2012 | Alessandra Viero | 4 giugno 2012 | 29 giugno 2012 | 20      | Paolo Riccadonna | Studio 10 del Centro di produzione Mediaset di Cologno Monzese |

### Prima edizione (2012)
La prima ed unica edizione di Pomeriggio Cinque Cronaca, con la conduzione di Alessandra Viero, è andata in onda dal 4 al 29 giugno 2012, dal lunedì al venerdì dalle 14:50 alle 16:50, in diretta dallo studio 10 del Centro di produzione Mediaset di Cologno Monzese, lo stesso del programma originale con alcune importanti modifiche alla scenografia: infatti è stata di tipo minimalista rispetto a quella tradizionale. L'edizione aveva ottenuto una media auditel del 12,83% di share con 1 306 600 telespettatori, quindi nettamente inferiore (di circa 8-9 punti in meno) rispetto a quella di Uomini e donne.

## Audience
| Edizione | Rete televisiva | Anno | Stagione         | Orario      | Durata  | Programmazione | Programmazione | Programmazione | Programmazione | Programmazione | Programmazione | Programmazione | Collocazione | Media auditel  | Media auditel |
| Edizione | Rete televisiva | Anno | Stagione         | Orario      | Durata  | L              | M              | M              | G              | V              | S              | D              | Collocazione | Telespettatori | Share         |
| -------- | --------------- | ---- | ---------------- | ----------- | ------- | -------------- | -------------- | -------------- | -------------- | -------------- | -------------- | -------------- | ------------ | -------------- | ------------- |
| 1ª       | Canale 5        | 2012 | primavera-estate | 14:50-16:50 | 120 min |                |                |                |                |                |                |                | Day-time     | 1 306 600      | 12,83%        |

## Sigla
La sigla del programma era tratta dal brano Neighborhood #3 (Power Out) degli Arcade Fire, estratto dal loro album di debutto Funeral.